# پایک کریک ولی (دلاویر)
پایک کریک ولی (به انگلیسی: Pike Creek Valley) یک منطقهٔ مسکونی در ایالات متحده آمریکا است که در شهرستان نیوکاسل، دلاویر واقع شده‌است. پایک کریک ولی ۱۱٬۲۱۷ نفر جمعیت دارد و ۷۲٫۸۵ متر بالاتر از سطح دریا واقع شده‌است.